# Evening Shade, Arkansas
Evening Shade là một thành phố thuộc quận Sharp, tiểu bang Arkansas, Hoa Kỳ. Năm 2010, dân số của thành phố này là 432 người.

## Dân số
- Dân số năm 2000: 465 người.
- Dân số năm 2010: 432 người.